# Juan Scolvus
Juan Scolvus, también Juan de Kolno fue un navegante de finales del siglo XV. Según muchos europeos fue el primero en llegar a las playas de las Américas antes de Colón, llegando en 1476 como timonel de Didrik Pining, aunque esta visión no es apoyada por evidencia contemporánea, y como no se le menciona al mismo tiempo, su identidad y su existencia incluso han sido discutidos.

## Expedición Pining
Se ha afirmado que en los años 1470, una flota de varios buques daneses patrocinado por Cristián I de Dinamarca zarpó de Noruega hacia el oeste de. La flota fue comandada por dos marineros alemanes y cazadores de piratas, Didrik Pining y Hans Pothorst y el portugués João Vaz Corte Real. Se ha afirmado que desde la costa occidental de Groenlandia puede haber llegado el continente norteamericano.